# Patria potestad
La patria potestad como institución jurídica surge hace más de dos mil años en la Antigua Roma, plasmándose de forma definitiva y ejemplar en el Código Justinianeo. De la lectura de los textos romanos de la época republicana e imperial se puede observar cómo la concepción que se tenía de la institución jurídica llamada patria potestas era bastante más amplia a como la comprendemos hoy en día, tanto en su alcance, llegando desde el abuelo a su nieto, como en sus dotes facultativas, permitiendo en los tiempos más arcaicos que el padre de familia (pater familias) romano dispusiese de la propia vida de sus descendientes directos. Además, hay que recalcar tanto el término padre como romano, pues el propio Gayo describe en sus instituciones como esta institución jurídica a su parecer sólo es y puede ser practicada por el pueblo romano, y solo se aplica a los descendientes que siguen la naturaleza del padre; es decir, a los naturales suyos surgidos del matrimonio; en palabras del Digesto: “Bajo nuestra potestad están nuestros hijos, a los cuales procreamos de justas nupcias”.
Algunos países europeos adoptaron el sistema de patria potestad para regular las relaciones entre padres y madres, por un lado, e hijos e hijas por el otro. En Hispanoamérica, la patria potestad romana fue establecida por el Imperio Español en sus virreinatos, de donde pasó a los sistemas jurídicos de los países que se independizaron a partir del siglo XIX. Con el paso de los años, los sistemas de patria potestad se han ido reformando para introducir disposiciones igualitarias entre hombres y mujeres, para reducir la tradicional concepción jerárquica patriarcal del instituto, así como para incorporar al menor como sujeto y el interés superior del menor como principio rector. Los sistemas también se han ido reformando para atender al aumento de los casos de divorcio y establecer las normas que rigen la patria potestad cuando los padres no viven juntos.
En las últimas décadas, sobre todo a partir de la sanción en 1989 de la Convención sobre los Derechos del Niño, existe una tendencia a abandonar definitivamente los regímenes de patria potestad que aún quedan, para establecer regímenes denominados de «responsabilidad parental».

## Evolución histórica
La institución de la patria potestad se origina en el derecho romano; el mismo nombre enuncia su origen y su carácter que ha venido variando a lo largo del tiempo y del cual subsiste exclusivamente el nombre. Consistía en una efectiva potestad o poder sobre los hijos y sus descendientes, ejercido solo por el ascendiente varón de más edad.
Se equiparaba a la  potestad marital que se tenía con respecto a la mujer y era equivalente, en menor grado, a la potestad sobre los esclavos. Se establecía en beneficio del jefe de familia, quien podría rechazarla si así le convenía; sus facultades abarcaban la persona y los bienes de los hijos, a grado tal que podía venderlos como esclavos si lo hacía fuera de roma, e incluso condenarlos a muerte. El páter era dueño de todos los bienes que el hijo adquiría con un poder absoluto y dictatorial. 
Estas características fueron suavizándose a través del tiempo especialmente con el advenimiento del cristianismo.

## Características
Los caracteres más destacable en esta figura son:
- origen patriarcal;[7]
- la verticalidad de la relación, atenuada progresivamente;
- la centralidad de la potestad paterna;
- alcanza a todos los hijos tanto biológicos como adoptivos, tanto matrimoniales como extramatrimoniales.[5]
- intransmisibilidad, irrenunciabilidad e imprescriptibilidad.[9]

## Ejercicio
La patria potestad la ejercen conjuntamente el padre y la madre durante el matrimonio o unión de hecho, correspondiendo a ambos la representación legal del hijo de familia, anteriormente era el padre el único que podía y tenía derecho sobre la vida de sus hijos pero dada la evolución del derecho y las circunstancias sociales de divorcios y separaciones se ha tomado en cuenta a la mujer para que cumpla con el ejercicio de la patria potestad.
Dentro del matrimonio y unión de hecho, los hijos se encuentran resguardados en un hogar y situación estable, por lo que el padre o madre pueden autorizar a su hijo el realizar ciertos actos jurídicos, pueden representarlos en otros actos sean estos judiciales o extrajudiciales.
En caso de divorcio, separación de cuerpos o nulidad del matrimonio, el juez competente debe dictar las medidas provisionales que se aplicarán hasta que concluya el juicio correspondiente, en lo referente a la patria potestad y a su contenido, así como en lo que concierne al régimen de visitas y de alimentos. En el caso de separación de unión de hecho la patria potestad la ejercerá de forma general la madre o si es el caso el padre que quiera ejercer la tenencia de estos.

## Sujetos
Son sujetos activos de la patria potestad, los ascendientes: padre y madre y, a falta de ambos, los abuelos, en el orden que determine la ley o el juez familiar, atendiendo a la convivencia del menor. Son sujetos pasivos los descendientes, menores de 18 años no emancipados.
Esto significa que el ejercicio de la patria potestad sobre los hijos legítimos recae sobre el padre y la madre, y solo por muerte de alguno o por haber incurrido en la pérdida de la misma (bajo sentencia de un tribunal competente) o por acuerdo de los padres reducido a escritura pública debidamente subinscrita al margen de la partida de nacimiento del menor, pasa al otro. A falta de los padres la ejercerá los abuelos paternos, y a falta de ellos los maternos; cuando falta uno de los abuelos el otro la tendrá solo, antes de la pareja que siga en orden.
En el caso de los hijos extramatrimoniales, la patria potestad corresponde al que reconozca al hijo en primer lugar, si los dos padres lo reconocen simultáneamente, como lo establezcan de común de acuerdo. Si se suscita controversia, el juez de lo familiar resolverá lo más conveniente para el menor.
En caso de adopción, solo el adoptante puede ejercer la patria potestad.
La patria potestad se acaba:
- Con la muerte del que la ejerce, si no hay otra persona en quien recaiga.
- Con la emancipación, derivada del matrimonio.
- Mayoría de edad del hijo.

La patria potestad se pierde:
- Cuando el que la ejerza es condenado expresamente a la pérdida de ese derecho, o cuando es condenado dos o más veces por delitos graves.
- En algunos casos de divorcio variando según la legislación.
- Cuando por las costumbres depravadas de los padres, malos tratamientos o abandono de sus deberes, pudiere comprometerse la salud, la seguridad o la moralidad de los hijos, aun cuando esos hechos no cayeren bajo la sanción de la Ley penal.
- Por la exposición que el padre o la madre hicieron de sus hijos, o porque los dejen abandonados por más de seis meses.

### Recuperación
Para recuperar la patria potestad perdida, el progenitor afectado tiene que demostrar que  ya no existen aquellos motivos que generaron la suspensión:
1. Apoyo. La suspensión de la patria potestad no significa que dejará de encargarse de la pensión de alimentos.
2. Testigo. Es importante que presente testigos que señalen que usted merece la recuperación de la patria potestad.
3. Prueba. Si le suspenden el derecho por maltrato, presente la prueba psicológica que indique que ya no es violento.
4. Papeles. Presente pruebas. Por ejemplo, si estuvo internado en un centro de rehabilitación para alcohólicos.
5. Edad. Se extingue la patria potestad cuando el hijo cumple los 18 años o si se casó al tener entre 14 y 16 años.[11]